# Biotransformation
La biotransformation est une réaction chimique qui transforme un composé sous l'action d'un organisme vivant.
Dans le domaine de la santé, le but est d'augmenter l'hydrosolubilité du médicament et de hâter ainsi son élimination par l'organisme. La biotransformation a donc un rôle de détoxification.
En phytoremédiation la biotransformation consiste à diminuer la toxicité de certains polluants par la réduction de l'élément et/ou par son incorporation à des composants organiques.